# Стихии (камерный хор)
Камерный хор «Стихии» (фр. Les Éléments) — французский вокальный коллектив, исполняющий академическую музыку. Основан в 1997 г. дирижёром Жоэлем Сююбьетом, базируется в Тулузе. Состав хора варьирует от 20 до 40 певцов-профессионалов.
Во главе с Сююбьетом хор в наибольшей степени исполняет и записывает музыку современных французских композиторов, хотя среди записей есть и мотеты Камиля Сен-Санса, Реквием Альфреда Дезанкло и др. Хор также выступает и записывается под руководством других дирижёров — в частности, Мишеля Плассона, Лоуренса Фостера, Бертрана де Бийи, Жана Кристофа Спинози, Марка Минковски, Филиппа Херревеге. Со «Стихиями» записаны, помимо прочего, альбом Роберто Аланьи, посвящённый творчеству Гектора Берлиоза, и сборник французских арий Натали Дессе. Совместно с оркестром «Кафе Циммерман» хор исполнял также музыку эпохи барокко.
В 2006 г. камерный хор «Стихии» удостоен премии Виктуар де ля мюзик как лучший вокальный коллектив года.